# Football Club Martigny-Sports
Il Football Club Martigny-Sports è una società calcistica svizzera, con sede a Martigny, nel Canton Vallese.
Come miglior risultato vanta 16 stagioni in Nationalliga B, l'attuale Challenge League, la seconda divisione nazionale. I periodi di militanza in seconda serie sono 1960-1962, 1969-1976 e 1983-1990.
Nel 1987-88 il Martigny ha avuto l'occasione di disputare un playoff promozione, nel quale si è piazzato al settimo posto ed ha incontrato anche i "vicini" del Sion.
Milita in 1ª Lega, la quarta divisione del campionato svizzero.

## Palmarès

### Competizioni nazionali
- Prima Lega: 3

1959-1960, 1968-1969, 1982-1983

### Competizioni interregionali
- Seconda Lega interregionale: 1

2001-2002 (gruppo 2)

### Altri piazzamenti
- 1ª Lega:

Secondo posto: 2017-2018 (gruppo 1)
Terzo posto: 2018-2019 (gruppo 1)